# هاجر عزيز
هاجر عزيز (بالفرنسية: Hajer Aziz)‏ هي محامية وسياسية تونسية، وقيادية في حزب حركة النهضة.

تم انتخابها في انتخابات 23 أكتوبر 2011 كنائبة عن دائرة تونس الأولى الانتخابية في المجلس الوطني التأسيسي.

## السيرة الذاتية
درست عزيز القانون في جامعة تونس المنار، وبعد أن عملت لمدة سنة في الوظيفة العمومية والبنك، أصبحت في 1993، محامية في القانون الخاص. انتمت هاجر عزيز لأفكار حركة النهضة وتعاطفت معها، ولكن دون أن تنخرط في صفوفها، وذلك أثناء دراستها في الجامعة في 1984، ودافعت في العديد من المرات عن الحركة والإسلاميين، خاصة في قضية حادث إطلاق نار سليمان. واجهت في مسارها المهني العديد من العراقيل والصعوبات، وكذلك زوجها الذي كان يتابع من قبل الشرطة السرية بسبب علاقة الزوجين بالإسلاميين.

بعد الثورة التونسية، إنظمت وانخرطت هاجر عزيز رسميا في حركة النهضة. وجائت في قوائم الحزب في انتخابات 23 أكتوبر 2011. بعد انتخابها في المجلس الوطني التأسيسي، أصبحت المقررة المساعدة الأولى في لجنة التوطئة والمبادئ الأساسية وتعديل الدستور، وكذلك عضوة في كل من لجنة التحقيق في أحداث 9 أبريل 2012 ولجنة الحقوق والحريات والعلاقات الخارجية.

## الحياة الخاصة
هاجر عزيز متزوجة من قاضي، وأنجبت منه طفل. تقيم في تونس العاصمة، تحديدا في حي مونفلوري.

## مقالات ذات صلة
- حركة النهضة (تونس).

## روابط خارجية
- السيرة الذاتية لهاجر عزيز على موقع مرصد المجلس الوطني التأسيسي التابع لمنظمة البوصلة.